# Ewelme
Ewelme – wieś w Anglii, w hrabstwie Oxfordshire, w dystrykcie South Oxfordshire. Leży 20 km na południowy wschód od Oksfordu i 67 km na zachód od Londynu. W 2001 miejscowość liczyła 1103 mieszkańców.